# NGC 6411
NGC 6411 (również PGC 60536 lub UGC 10916) – galaktyka eliptyczna (E), znajdująca się w gwiazdozbiorze Smoka. Odkrył ją Heinrich Louis d’Arrest 27 października 1861 roku.
W galaktyce tej zaobserwowano supernową SN 1999da.